# Hyles lineata
Hyles lineata là một loài bướm đêm thuộc họ Sphingidae. Nó sinh sống từ Trung Mỹ, qua Hoa Kỳ và một số khu vực của Canada.

## Miêu tả

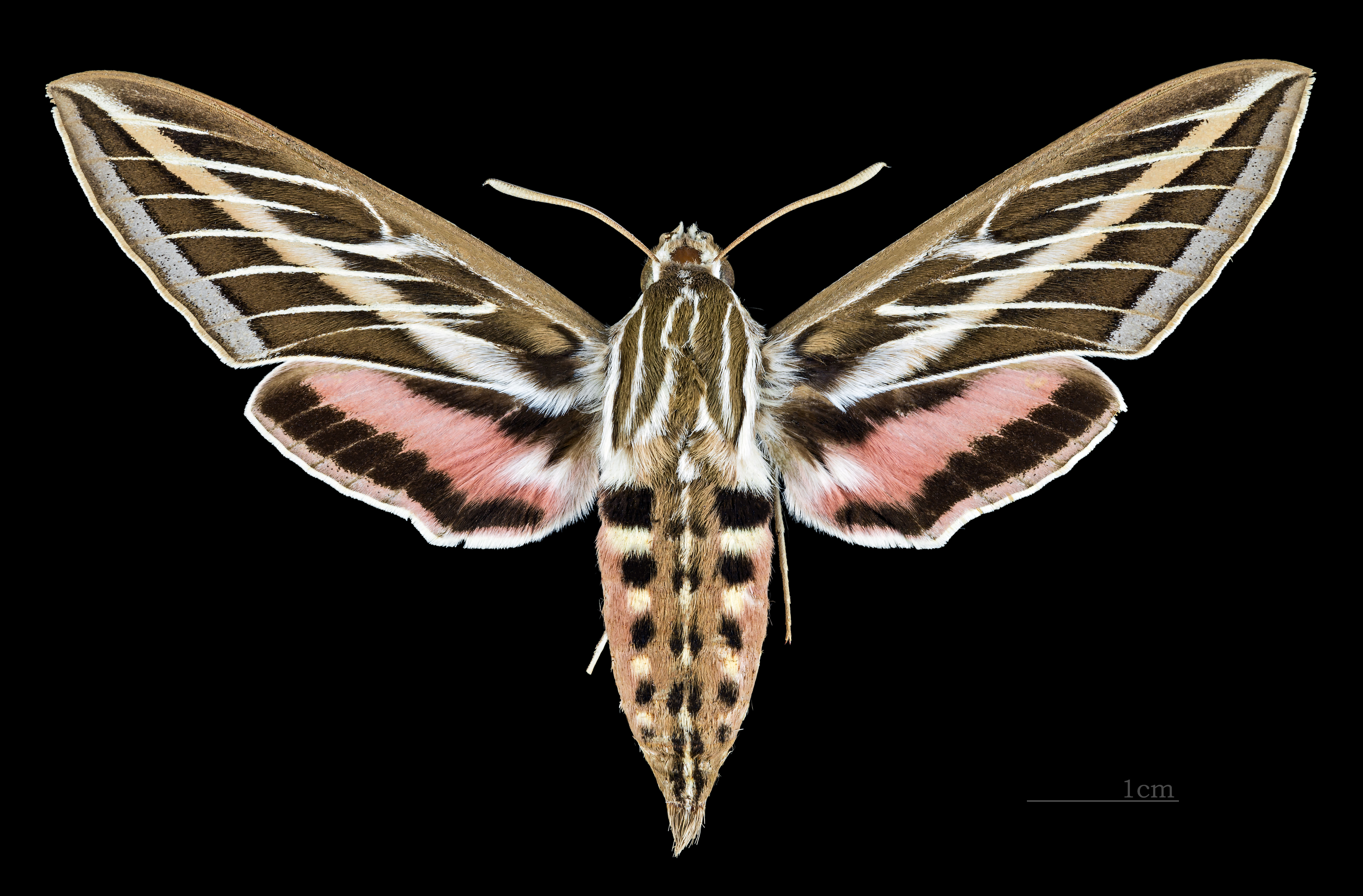
♀
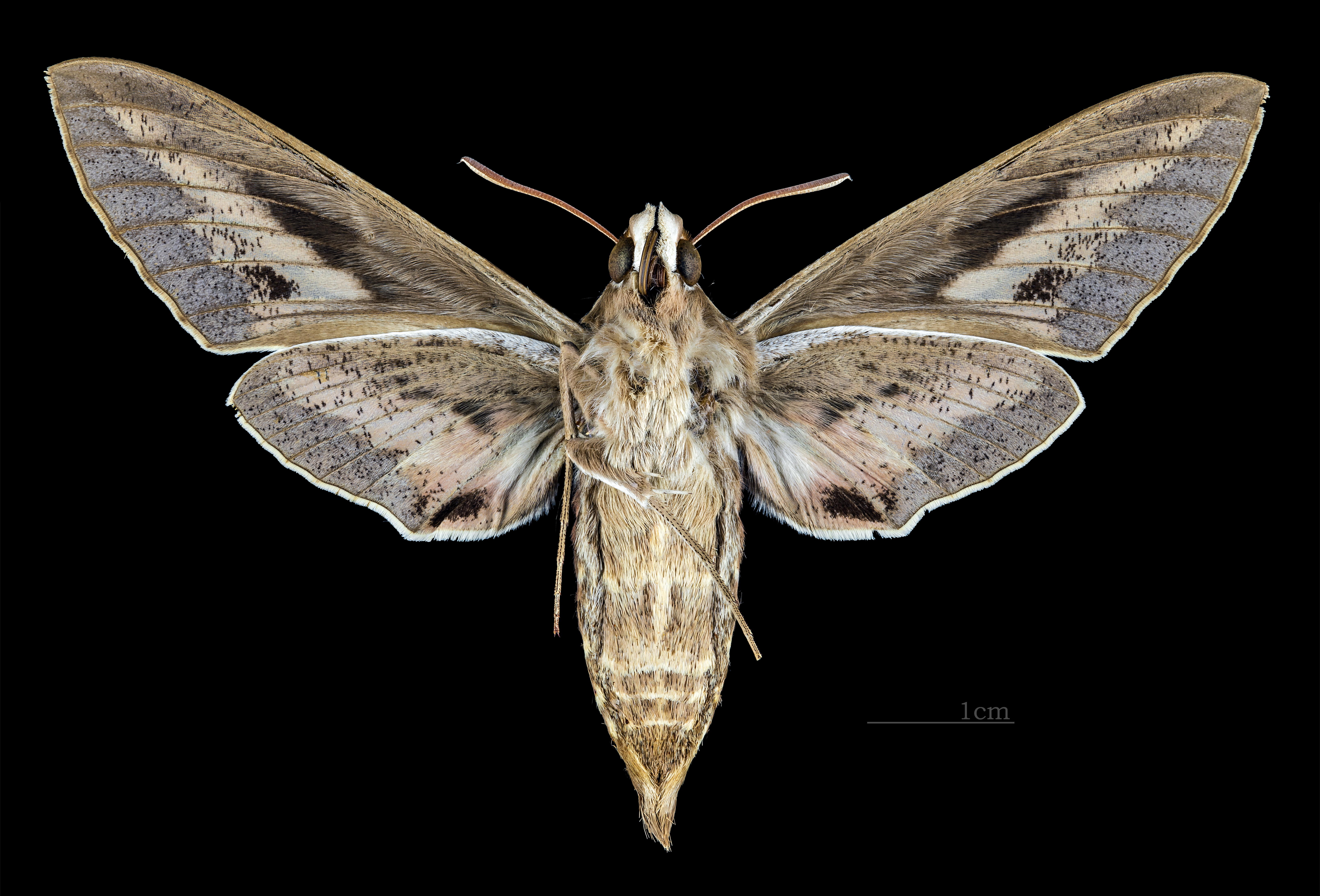
♀ △

## Hình ảnh

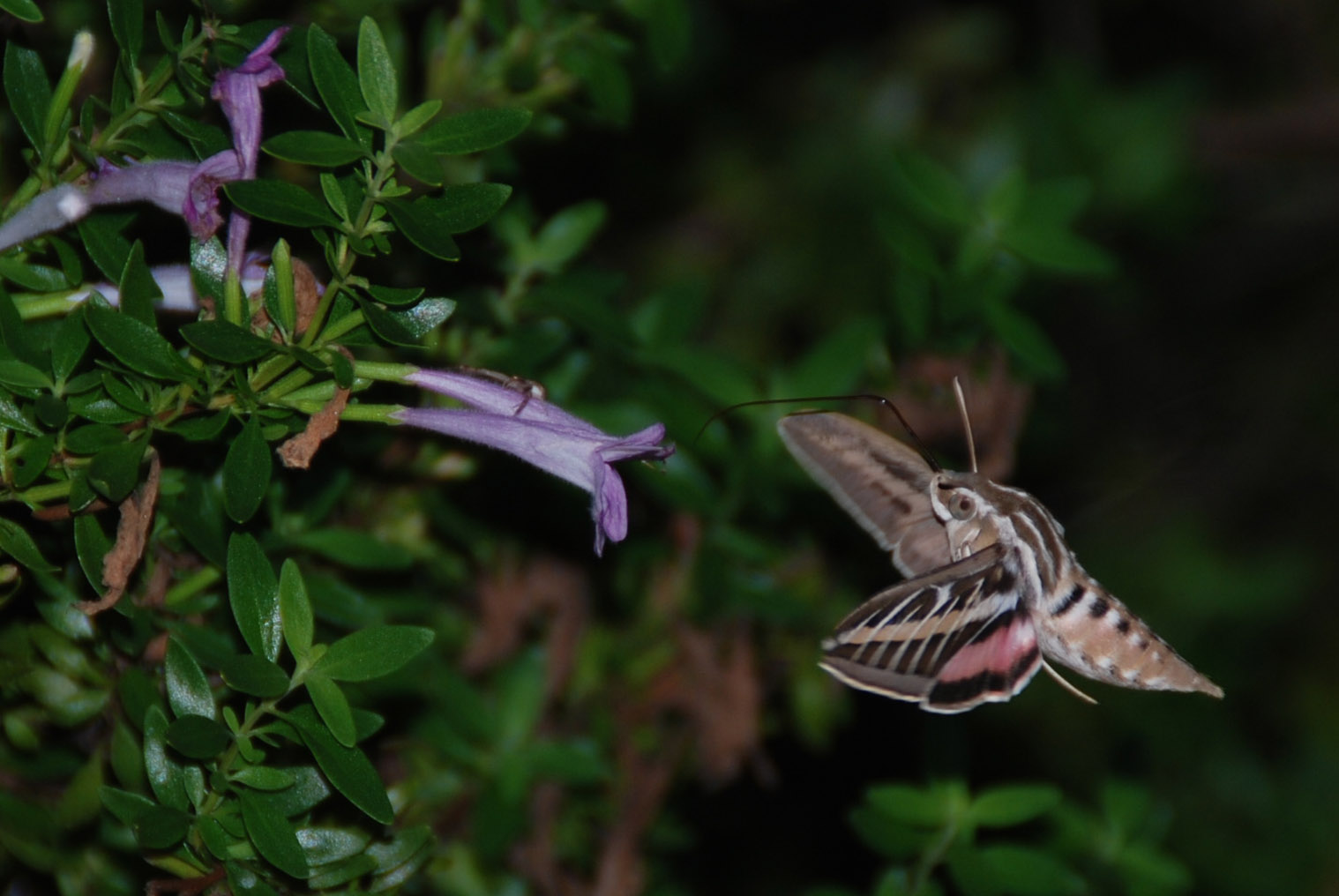
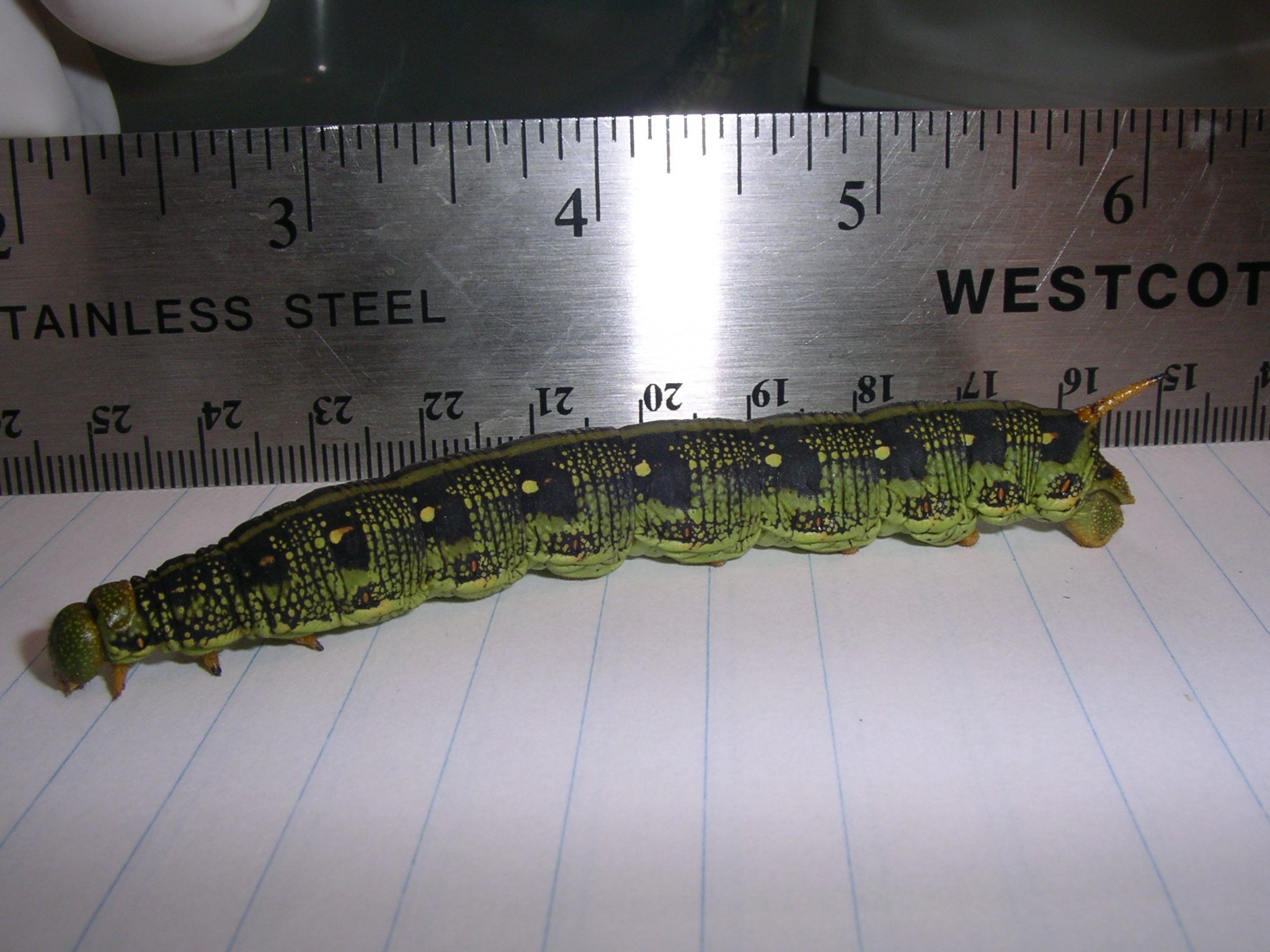
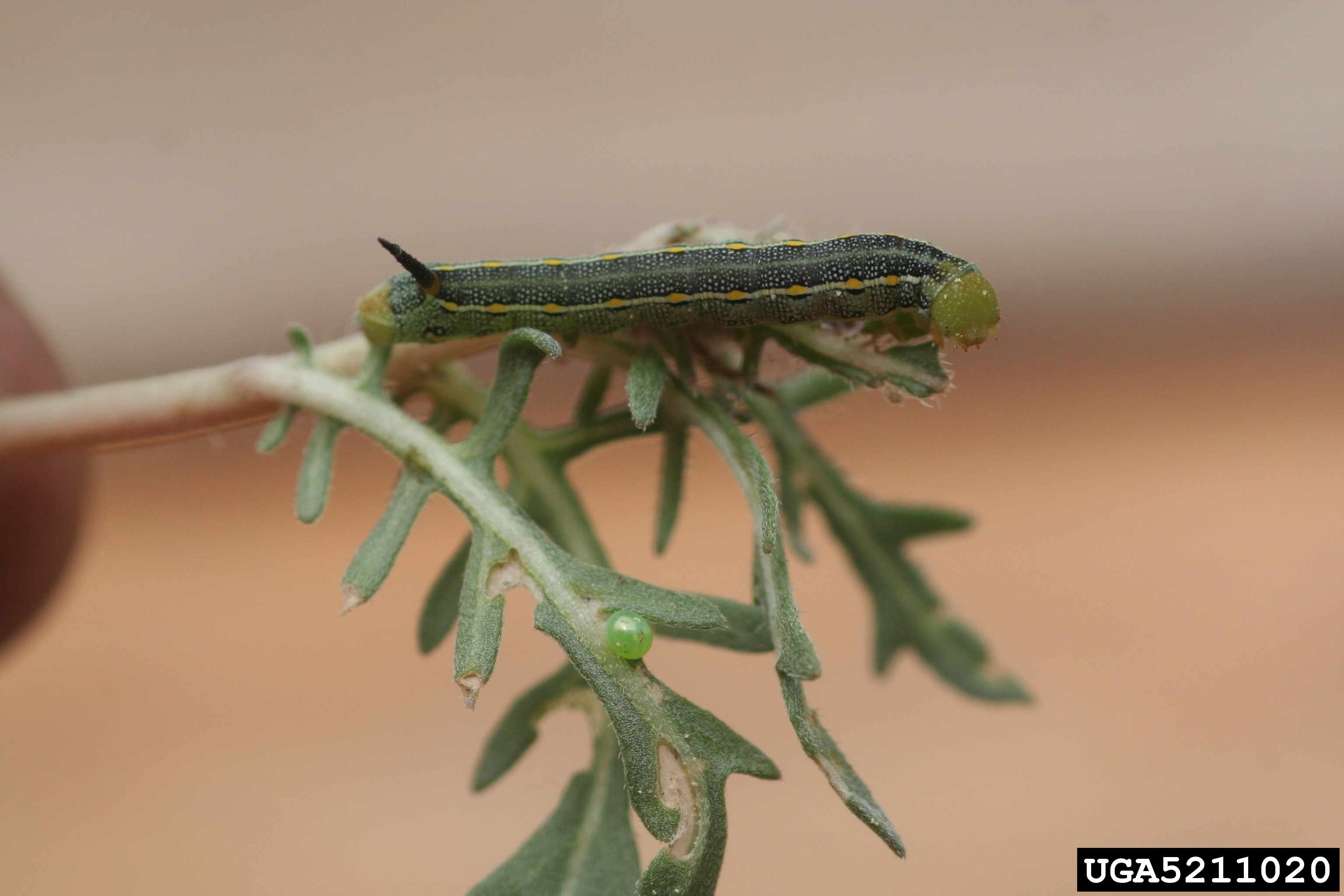